# Šumperk
Šumperk (nemško nemško Mährisch Schönberg) je mesto s skoraj 30.000 prebivalci na severnem Moravskem, administrativno spada v Olomuški okraj, približno 53 km severozahodno od Olomuca. Šumperk se nahaja na južni strani Jesenikov – planini/gorovja, kjer je tudi najvišji vrh Moravske (Praděd). Zaradi svoje lege je dobil vzdevek Vrata v Jesenike.

## Zgodovina
Prvi podatki o mestu so iz leta 1281. Mesto so zgradili nemški kolonizatorji, ki so do teh krajev prišli na koncu 13. stoletja. Leta 1293 so si Dominikani na robu mesta zgradili svoj samostan.
Šumperk se je hitro razvijal, predvsem zaradi pridobivanja kovin. Na začetku 16. stoletja so postali lastniki mesta člani žhlatnega rodu Žerotinov, ki so ga spremenili v svoj reprezentativni sedež. Mesto se je gospodarsko razvijalo. Prenovljen je bil mestni grad, po požaru je bil popravljen samostan in tudi cerkev ter zgrajeno je bilo mestno obzidje. Kasneje so se zaradi gospodarskega razmaha prepirali meščani in grabežljiva lastnika Petr ml. in Jan ze Žerotína. Zmagali so meščani in rod Žerotinov se je preselil v sosednjo vas Velké Losiny. Šumperk je postal kraljevsko mesto.
V 17. stoletju je mesto oplenila švedska armada, potem je prišel drug velik požar (1669) in groze sedemnajstega stoletja so završili čarovniški procesi, ki so potekali med leti 1679 – 1694. Med 25 žrtvami je bil tudi katoliški duhovnik Kryštof Lautner.
Za 18. stoletje je spet tipična ekonomska rast, ki jo podpira zlasti tekstilno podjetje. Na koncu tega stoletja se pojavljajo prve manufakture in material kot damast, pliš, žamet in rebrasti žamet.
Z industrijsko revolucijo so prišli tudi bogataši in trgovci iz Dunaja, ki so na predmestju ustanovili tekstilne tovarne (med 19. in 20. stoletjem je bilo v mestu 20 velikih ali srednje velikih tekstilnih tovarn) in v centru mesta so gradili palače po predlogi takratne prestolnice – Dunaja. Zato si je Šumperk tudi prislužil laskav vzdevek Mali Dunaj.
Na zgodovino dvajsetega stoletja sta imeli negativen vpliv zlasti obe svetovni vojni in njune posledice. Po drugi svetovni vojni se je morala odseliti večina prebivalcev mesta (pripadniki nemške narodnosti), tako kot vsi Nemci iz Češke.

## Znamenitosti
- cerkev kostel svatého Ducha
- cerkev evangelický kostel
- cerkev kostel sv. Barbory
- cerkev kostel sv. Jana Evangelisty
- cerkev kostel Zvěstování Panny Marie
- cerkev kostel sv. Jana Křtitele
- mestni center Městská památková zóna Šumperk
- muzej Vlastivědné muzeum Šumperk
- gledališče Šumperské Divadlo
- mestna hiša Šumperská Radnice

## Fotogalerija
- center mesta "Točák"
- mestna hiša
- mestna hiša
- gledališče
- glavna cesta

## Znane osebe
- Dominik Ullmann (1835–1901), pravnik
- Eduard Hölzel (1817–1885), knjigotržec in založnik
- Emil Alois Ferdinand Vacano, pisatelj
- Leo Slezak (1873–1946), Tenor
- Wilhelm Baumgarten (1885−1959), arhitekt
- Max Barta (1900–1990), grafik
- Hermann Krumey (1905–1981), SS-oficir in storilec holokavsta
- Hans Klein (1931–1996), nemški politik (CSU)
- Gerda Rogers (* 1942), avstrijska astrologinja in radijska napovedovalka
- Jan Balabán (1961–2010), pisatelj
- Jakub Kindl (*1987), hokejist
- Radoslav Kováč (*1979), nogometaš
- Otto Rommel (1880–1965), literarni zgodovinar
- Walter Urbanek (1919–2010), slikar, pisatelj

Jiři Pultera kanuist

## Pobratena mesta
- Bad Hersfeld, Nemčija
- Maarssen, Nizozemska
- Nysa, Poljska
- Prievidza, Slovaška
- Vaasa, Finska
- Ebreichsdorf, Avstrija
- Mikulov, Češka
- Polock, Belorusija